# 14.º Batallón (Australia)
El 14.º Batallón fue un batallón de infantería del ejército australiano. Originalmente planteado en 1914 como parte de la Fuerza Imperial Australiana para el servicio en la Primera Guerra Mundial, el batallón sirvió en Gallipoli inicialmente, antes de ser enviado a Francia donde sirvió en las trincheras a lo largo del frente occidental hasta el final de la guerra. Se levantó de nuevo en 1921 como una unidad a tiempo parcial de las fuerzas ciudadanas basadas en Victoria. Más tarde, durante la Segunda Guerra Mundial el batallón fue convocado para tareas defensivas para protegerse contra una posible invasión japonesa, pero a finales de 1942 se fusionó con el 32º Batallón para convertirse en el 14º / 32º Batallón.

## Historia

### Primera Guerra Mundial
El 14.º Batallón se formó por primera vez en Melbourne en septiembre de 1914 como parte de la Fuerza Imperial australiana (FIA), la cual era una fuerza ideada para el servicio en el extranjero durante la Primera Guerra Mundial, forma parte de la cuarta brigada que fue comandada por el Coronel John Monash. El batallón fue asignado a la División de Australia y Nueva Zelanda. Después de realizar el entrenamiento inicial en Broad Meadows, el batallón embarcó hacia Egipto en diciembre de 1914, llegando allí al mes siguiente.

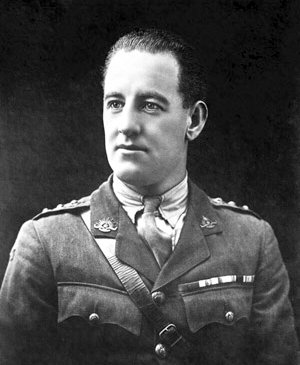
Albert Jacka, quien recibió la única Cruz Victoria del 14.º Batallón durante la Primera Guerra Mundial.

En Egipto el batallón entrenó en mayor medida, y luego el 25 de abril de 1915 el batallón participó en el desembarco y la posterior campaña de Gallípoli, donde Albert Jacka, un cabo interino, ganó la Cruz Victoria para Australia por su valor durante un contraataque en Turquía en mayo. Durante los siguientes dos meses se llevaron a cabo operaciones defensivas.
Después de esto, el batallón fue trasladado de nuevo a Egipto, donde la FIA se sometió a un período de reorganización en el que tomaron decisiones acerca de su futuro empleo. Como parte de este proceso, se tomó la decisión de plantear una serie de nuevas unidades de la división de los batallones previamente existentes y el uso de su personal con experiencia para formar nuevos batallones con reclutas de refresco de Australia. Durante este tiempo, el 14 Batallón proporcionó un cuadro de oficiales experimentados y suboficiales al Batallón número 46 recién formado. También fue reasignado a la 4ª División recién levantada.
A mediados de 1916 se tomó la decisión de transferir elementos de la FIA a Europa para tomar parte en la lucha en las trincheras a lo largo del frente occidental. Después de su llegada a Francia en julio, el primer compromiso principal del 14.ª Batallón llegó en agosto de 1916, cuando estaban comprometidos con los combates en torno a Pozières. En el transcurso de los próximos dos años y medio, el batallón se involucró en otra serie de batallas. Durante abril de 1917, tomó parte en los combates en torno a Bullecourt. A principios de 1918, llevaron a cabo una función defensiva, lo que ayuda a retroceder la ofensiva de primavera alemana antes de participar en la Ofensiva Aliada de los Cien Días, que se inició alrededor de Amiens en 1918. El 8 de agosto en Amiens, el batallón avanzó en el centro de la brigada a lo largo de la carretera Hamel-Cerisy en medio de una capa de niebla, se apoderaron del pueblo de Morcourt en la segunda fase del ataque a lo largo del frente de Australia. Tras el ataque inicial, el batallón continuó operaciones adicionales como parte del avance aliado. Su compromiso final se produjo a finales de septiembre y principios del mes siguiente, las unidades del Cuerpo de Australia, se retiraron de la línea y posteriormente en la parte trasera cuando el Armisticio se produjo el 11 de noviembre de 1918.
Tras el armisticio en noviembre de 1918, el batallón comenzó a regresar a Australia para la desmovilización. El total de bajas sufridas por el batallón durante la guerra incluyeron 915 muertos y 2.229 heridos. Los miembros del batallón recibió las siguientes condecoraciones: una Cruz Victoria, la Orden del Baño, dos Órdenes del Imperio Británico, seis órdenes de servicio distinguido, 25 medallas de conducta distinguida, 35 Cruces Militares, 143 medallas militares, una Medalla del Imperio Británico, siete medallas de servicio meritorio, y siete premios extranjeros. El batallón recibió un total de 22 honores de batalla por sus acciones durante la guerra.

### Años de entreguerra
En 1921, como parte de una reorganización de las fuerzas militares de Australia, el batallón se planteó de nuevo como parte de la Fuerza de Ciudadanos (que más tarde se conoció como la Milicia). Con base en la zona sureste de Melbourne en Victoria los 2ª y 5ª Batallones del 14 regimiento de infantería, y 29 (Port Phillip) Light Horse, en orden a preservar el honor y las tradiciones de la unidad FIA, el batallón recién levantado aprobó su parche de color y tomó la custodia de los honores de batalla que habían recibido durante la Primera Guerra Mundial, también heredó el honor de teatro "Sudáfrica 1899 a 1902", a través de sus unidades predecesoras.
Tras su formación, el 14 Batallón se puso nuevamente bajo el mando de la 4ª Brigada, sin embargo, en virtud de la nueva estructura, se asignó a nivel de la 3ª División, que era parte del 3er Distrito Militar (Victoria). Inicialmente, el batallón se llevó hasta sus efectivos autorizados de alrededor de 1.000 efectivos a través del plan de formación obligatoria; Sin embargo, en un esfuerzo para darse cuenta de un dividendo de paz, en 1922 el presupuesto del Ejército se redujo en un 50 por ciento y el alcance del plan de formación reducida después de la resolución del Tratado Naval de Washington. Como resultado de esto, la dotación autorizada del batallón se redujo a tan solo 409 hombres de todos los rangos y los esfuerzos de capacitación y reclutamiento fueron reducidos.
En 1927, las denominaciones territoriales se introdujeron en las fuerzas ciudadanas y como resultado el 14 Batallón adoptó el título de "Regimiento Prahran" para reflejar su afiliación con la región Prahran. Asimismo, ha adoptado el lema de "resistir" en este momento. La cuestión de la mano de obra se hizo más crítico en 1930, como resultado de los efectos combinados de la suspensión del plan de formación obligatoria y las dificultades económicas de la Gran Depresión. A medida que el número de reclutas disponibles se redujo aún más, se tomó la decisión de fusionar una serie de batallones de infantería. A pesar de que el 14 Batallón no se vio afectado en este momento, sin embargo, para la mayor parte de la década de 1930 se esforzó por mantener sus números y las oportunidades de formación eran limitadas.

### Segunda Guerra Mundial
Al comienzo de la Segunda Guerra Mundial, el gobierno australiano decidió una vez más formar una fuerza de voluntarios, conocido como la Segunda Fuerza Imperial australiana (2ª FIA), para el servicio en el extranjero debido a las disposiciones legales de la Ley de defensa (1903) que prohíbe el envío de la Milicia para luchar fuera del territorio australiano. El papel de la Milicia en este momento era proporcionar un núcleo de hombres con experiencia en la que la segunda FIA podría plantearse, así como proporcionar una estructura sobre la cual la movilización adicional podría ser basado. En enero de 1940, se restableció el régimen de formación obligatoria, y las unidades de la milicia fueron llamados progresivamente hasta realizar períodos de servicio continuo a lo largo de 1940 y 1941 con el fin de mejorar el nivel de preparación militar de la nación. A finales de 1941, después del ataque japonés a Pearl Harbor y la invasión de Malaya, el batallón fue llamado al servicio militar a tiempo completo. Inicialmente, fueron utilizados para construir en varios lugares alrededor de Victoria, sin embargo, más tarde fueron trasladados a Australia Occidental, donde se convirtieron en parte de la 6.ª Brigada. A mediados de 1942, sin embargo, debido a la escasez de mano de obra que se produjeron en la economía australiana como resultado de más de movilización de sus fuerzas militares, el gobierno australiano decidió disolver un número de unidades de la milicia con el fin de liberar a su personal de nuevo en la fuerza laboral civil. Como resultado de ello, en septiembre de 1942 mientras que en Geraldton, el 14.º Batallón se fusionó con el 32ºº Batallón, para convertirse en el 14.º / 32.º Batallón.

## Honores de Batalla
Por su servicio durante la Primera Guerra Mundial , el 14 Batallón recibido los siguientes honores de batalla y teatro:
- Guerra Bóer : Sudáfrica 1899-1902 (heredado)
- Primera Guerra Mundial: 1916-1918 Somme , Pozières , Bullecourt , Messines 1917, Ypres 1917, Menin Road, Polygon Wood , Passchendaele , Arras 1918, Hamel , Amiens , Albert 1918, la Línea Hindenburg, Epehy, Francia y Flandes 1916-1918, ANZAC, aterrizaje en ANZAC, en Defensa de ANZAC, Suvla , Sari - Bair, Gallipoli 1915, Egipto 1915-1916.[1]